# So Ji-sub
So Ji-sub (4 de noviembre de 1977) es un actor surcoreano. Después de hacer su debut en el entretenimiento como modelo de jeans, fue conocido por sus roles principales en las series televisivas I'm Sorry, I Love You (2004), Cain and Abel (2009), Phantom (2012), Master's Sun (2013) y Oh My Venus (2015-2016) así como la película Rough Cut (2008). También ha lanzado varios EP de hip-hop.

## Biografía
Descrito por él mismo como introvertido e inseguro en sus años de niñez y adolescencia, So Ji-sub entrenó para convertirse en nadador profesional durante 11 años consiguiendo una medalla de bronce en los Juegos Nacionales de Corea.
Sus padres se divorciaron cuando él era joven y tiene una hermana mayor que vive en Australia.
Ji-sub se alisto para el servicio militar obligatorio en 2005 como agente de relaciones públicas en la Oficina de Distrito de Mapo,  terminando el 27 de abril de 2007.
En mayo del 2019 se anunció que estaba saliendo con la anunciadora Jo Eun-jung. El 7 de abril del 2020 la pareja anunció que se habían casado.

## Carrera
Es miembro de la agencia 51K (피프티원케이).

### Modelaje
Probó el modelaje sencillamente no porque quería posar al lado del artista de hip-hop, Kim Sung-jae, quién era el rostro de una marca de ropa en ese tiempo. "Nunca estuve realmente interesado en volverme una celebridad," Así que dijo. "Mi vida era todo acerca de natación y música hip-hop. Hice modelaje porque quería ver a Kim y también porque era la mejor manera de ganar buen dinero fácil...".
So Ji-sub fue escogido como modelo para jeans de la marca STORM en 1995.

### Actuación
Hizo su debut como actor en el sitcom Tres Chicos y Tres Chicas y en el drama televisivo Model.
Apareció en pequeños roles de televisión durante finales de la década de 1990 y a inicios de la década de 2000, comenzó a obtener popularidad cuándo obtuvo el papel secundario en Glass Slippers en 2002.
Ji-sub comenzó a aumentar su fama con el drama de 2004, What Happened in Bali. Más tarde ese año, tuvo su exitoso papel como trágico héroe en el aclamado melodrama I'm Sorry, I Love You. Lo estableció como máxima estrella en Corea, así como por toda Asia. En una entrevista de 2009, dijo que aún considera ambas obras televisivas como las mejores en su filmografía.
Hizo su retorno en el debut como director de Jang Hoon, Rough Cut, donde interpretó a un matón quién sueña con convertirse en actor. Debido al bajo presupuesto de la película, él y su coestrella Kang Ji-hwan decidieron invertir sus comisiones en la película, y fueron acreditados como productores. La actuación de So fue bien recibida por la audiencia y críticos, y la película se convirtió en un sorpresivo éxito de taquilla.
En 2009 entró al mercado japonés y chino, en I am GHOST, un drama de acción que fue emitido en la exclusiva emisora BeeTV de Japón, interpretó a un misterioso asesino en fuga junto a una chica de instituto. Ji-sub no dijo ninguna línea durante el drama, y estaba "preocupado si sus emociones serían entregadas sólo a través de sus movimientos".
Al siguiente año, obtuvo un papel secundario como monstruo en la adaptación del manga japonés GeGeGe No Kitaro 2: Kitaro y la Maldición de Milenio.
Protagonizó junto a Zhang Ziyi la comedia romántica china Sophie's Revenge, y dijo, "quise hacer un rol alegre y positivo porque he hecho varios que son tristes y sombríos". Más tarde firmó con una agencia de talento china, ATN Entertainment.
Regresó a la televisión coreana con Cain and Abel, acerca de dos hermanos doctores con una intensa rivalidad. Su actuación recibió una aclamada crítica, y le otorgó el premio a Mejor Actor en los Grimae Awards de 2009, un honorable premio escogido por directores de cada estación emisora en Corea.
En 2010 Ji-sub protagonizó la serie sobre la guerra de Corea, Road No.1, pero a pesar de las altas expectativas, la serie fracasó en los rankings, promediando un 6% durante toda su emisión.
Luego interpretó a un boxeador que se enamora de una joven con discapacidad visual en el melodrama romántico Always (título coreano: Sólo Tú), dirigido por Song Il-gon. Fue la película de apertura en el Festival Internacional de Cine de Busan en 2011.
Después de interpretar a un trabajólico detective en la serie de televisión sobre investigación criminal cibernética, Phantom.
Ji-sub protagonizó la película A Company Man, sobre un sicario que se enamora y decide dejar su trabajo, que luego termina siendo el blanco de sus antiguos colegas.
Más tarde ese año protagonizó Master's Sun, una comedia de terror-romance escrita por las Hermanas Hong. Conocido por sus roles melodramáticos, Ji-sub hizo una transformación en su actuación en Master's Sun, al interpretar un personaje con encanto. El drama fue un éxito comercial renovando su popularidad en Corea y a nivel internacional.
Luego protagonizó en otra serie de comedia y romance, Oh My Venus (2015), sobre un entrenador de celebridades que ayuda a una abogada a perder peso y encontrar su belleza interior, mientras que mutuamente se curan de sus cicatrices emocionales.
En 2017 protagonizó la película The Battleship Island junto a Song Joong-ki y Hwang Jung-min, Ji-sub interpretó el personaje de Choi Chil-sung, el mejor luchador de Gyeongseong que trajo la paz a todo el distrito de Jongno. La película describe la desconocida historia detrás de la verdadera Isla Hashima, también conocida como Gunkanjima, donde miles de personas de Joseon conscriptas fueron forzadas a trabajar hasta la muerte durante la era colonial japonesa.
En 2018, protagonizó junto al film de romance Be with You, basado en la novela japonesa del mismo nombre. El mismo año se espera su regreso a la pantalla chica con el drama de MBC, Terius Behind Me.
En del mismo año se anunció que se había unido al elenco principal de la serie Terius Behind Me donde dará vida a Kim Bon, un agente legendario de operaciones del Servicio Nacional de Inteligencia (NIS).
En septiembre de 2019 se anunció que se había unido al elenco de la película Confession.
En febrero de 2020 se anunció que se había unido al elenco principal de la próxima película Alien del director Choi Dong-hoon, la cual sería estrenada en el 2021.
El 4 de julio de 2021 se confirmó que se uniría al elenco principal de la serie Doctor Lawyer, donde dará vida a Han Yi-han, un abogado que ve casos de negligencia médica que solía ser un genio médico certificado con especialidades tanto en cirugía general como en cirugía torácica.

### Música
Declarado un amante del hip-hop por largo tiempo, Ji-sub rapeo para dos pistas originales – "Lonely Life" y "Foolish Love" – bajo el seudónimo "G" o "G-Sonic" para las bandas sonoras de Rough Cut y Cain y Abel respectivamente. En 2011,  lanzó otro sencillo digital, Pick Up Line bajo su propio nombre. Dos avances fueron lanzados, el primero descrito como una versión cómica que incluyó las estrellas invitadas, Jung Joon-ha (quién es un amigo cercano de So Ji-sub) y Kim Byung-man (quien es uno de los comediantes favorito de Ji-sub). El sencillo, junto con el vídeo musical, fueron lanzados el 17 de febrero de 2011, pero registró ventas bajas.
Su primer miniálbum (o EP), Corona Borealis, fue lanzado en marzo de 2012. Presentó colaboraciones con el compositor Kim Kun-woo, el entrenador vocal Mellow, la soprano Han Kyung-mi, y los cantantes Huh Gak y Bobby Kim. Bobby Kim halagó el rap de Ji-sub en la pista a dúo That Day, a Year Ago, diciendo, "So tiene un talento en sentir el ritmo y es tan bueno como sus habilidades para actuar". Ji-sub también participó en un vídeo musical de una de las canciones del álbum "Some Kind of Story".
En enero de 2013, lanzó otro EP de rap titulado 6 PM...Ground, y su proceso de grabación fue emitido en Music Triangle como parte del proyecto Collabo One de Mnet. Las cuatro canciones del álbum fueron combinadas para hacer un drama musical de 12 minutos protagonizada por So Ji-sub, Park Shin-hye y Yoo Seung-ho; que también fue reeditado en vídeos musicales individuales para cada pista.
En junio de 2014, Ji-sub lanzó su tercer EP de hip-hop-electro titulado 18 Years, el cual representa cuánto tiempo ha estado en la industria desde que debutó como actor. Escribió y compuso la pista principal (con el cantante Satbyeol), y las otras dos pistas eran colaboraciones con el grupo de hip-hop, Soul Dive. Lanzó otro sencillo en julio de 2015 titulado So Ganzi, su segunda colaboración con Soul Dive.

### Otros
En 2010, Ji-sub publicó su colección de fotos, So Ji-sub's Journey. El volumen abarca historias y fotos durante los 13 años transcurridos desde su debut, utilizando un lenguaje humilde y fotografías sensibles tomadas durante los viajes de So Ji-sub a DMZ y la Provincia de Gangwon. El actor reveló sus íntimos pensamientos a lo largo del libro, con ensayos sobre su número favorito, 51 (reflejado en el nombre de su compañía - significa un 50-50 de probabilidad, entonces creer sólo 1% más; y la K por Corea en inglés), Romeo y Julieta, porque le gusta los días lluviosos, e historias sobre sus interacciones con otras celebridades y artistas como Tiger JK. Después de diez días de su lanzamiento, el libro alcanzó la lista de superventas, y logró su tercera edición.
Ji-sub posteriormente fue nombrado embajador de la Provincia de Gangwon en un esfuerzo para aumentar el turismo allí, y un camino de 51 kilómetros de largo en la provincia fue nombrado "So Ji-sub Road", el cual estuvo disponible al público el 20 de mayo de 2012. Fue el primer actor coreano en tener una carretera entera nombrada después de él.
En 2011, publicó un segundo libro de fotos titulado Only You with So Ji-sub presentando fotografías, notas y comentarios acerca de interpretar sus personajes en películas.
El 14 de marzo de 2012, lanzó una revista para sus seguidoras titulada SONICe; al interior había ideas sobre citas y locaciones sugeridas por Ji-sub, así como libros y comidas favoritas, y más historias a través de sus ojos. Su nombre es una combinación de "so nice (en español: tan bueno)" y "Sonic," que es su apodo. También so volvió el dueño de la franquicia de CJ Foodville en Apgujeong-dong, A Twosome Place.

## Filmografía

### Series de televisión
| Año       | Título                                  | Personaje                          | Red     | Notas                       | Ref.          |
| --------- | --------------------------------------- | ---------------------------------- | ------- | --------------------------- | ------------- |
| 1996      | Three Guys and Three Girls              | Kim Chul-soo                       | MBC     |                             |               |
| 1997      | Model                                   | Song Kyung-chul                    | SBS     |                             |               |
| 1998      | What You Cherish Can Never Be Forgotten | Dong-woo                           | MBC     | Ep. 316 de MBC Best Theater |               |
| 1998      | I Hate You, But It's Fine               | Chul-Min                           | SBS     |                             |               |
| 2000      | Miss Hip-hop & Mr. Rock                 | Oh Chul-soo                        | SBS     | Love Story, episodio 6      |               |
| 2000      | Have You Ever Said 'I Love You'?        | Kyung-Min                          | MBC     | Ep. 389 de MBC Best Theater |               |
| 2000      | Wang Rung's Land                        | Park Min-ho                        | SBS     |                             |               |
| 2000      | Because of You                          | Yoon Min-ki                        | MBC     |                             |               |
| 2000      | Joa, Joa                                | Park Ji-sub                        | SBS     |                             |               |
| 2000      | Cheers for the Women                    | Hwang Joon-won                     | SBS     |                             |               |
| 2001      | Long Way                                | Ki-hyun                            | SBS     |                             |               |
| 2001      | Delicious Proposal                      | Jang Hee-moon                      | MBC     |                             |               |
| 2001      | Law Firm                                | Choi Jang-goon                     | SBS     |                             |               |
| 2002      | We Are Dating Now                       | Choi Kyo-in                        | SBS     |                             |               |
| 2002      | Glass Slippers                          | Park Chul-woong                    | SBS     |                             |               |
| 2003      | Thousand Years of Love                  | General Guishil Ari / Kang En-chul | SBS     |                             |               |
| 2004      | What Happened in Bali                   | Kang In-wook                       | SBS     |                             |               |
| 2004      | I'm Sorry, I Love You                   | Cha Moo-hyuk                       | KBS2    |                             |               |
| 2008      | U-Turn                                  | Ji-sub                             | OCN     |                             |               |
| 2009      | Cain and Abel                           | Lee Cho-in / Oh Kang-ho            | SBS     |                             |               |
| 2009      | I am GHOST                              | Fantasma                           | BeeTV   |                             |               |
| 2010      | Road No. 1                              | Lee Jang-woo                       | MBC     |                             |               |
| 2012      | Phantom                                 | Kim Woo-hyun / Park Gi-young       | SBS     |                             |               |
| 2013      | Master's Sun                            | Joo Joong-won                      | SBS     |                             |               |
| 2014-2015 | One Sunny Day                           | Kim Ji-ho                          | Line TV |                             |               |
| 2015      | Warm and Cozy                           | Dueño de restaurante en Jeju       | MBC     | Cameo, episodio 1           |               |
| 2015      | Oh My Venus                             | Kim Young-ho / John Kim            | KBS2    | 16 episodios                |               |
| 2018      | Terius Behind Me                        | Kim Bon                            | MBC     | 32 episodios                | [ 75 ]        |
| 2022      | Doctor Lawyer                           | Han Yi-han                         | MBC     |                             | [ 76 ] [ 77 ] |
| 2025      | Sin piedad para nadie                   | Nam Ki-joon                        | Netflix | Serie web, ocho episodios   | [ 78 ] [ 79 ] |

### Películas
| Año  | Título                          | Función              |
| ---- | ------------------------------- | -------------------- |
| 2002 | Can't Live Without Robbery      | Choi Kang-jo         |
| 2008 | Kitaro and the Millennium Curse | Yaksha               |
| 2008 | Rough Cut                       | Gang-pae             |
| 2009 | Sophie's Revenge                | Jeff                 |
| 2011 | Always                          | Jang Cheol-Min       |
| 2012 | A Company Man                   | Ji Hyeong-do         |
| 2015 | The Throne                      | King Jeongjo (cameo) |
| 2017 | The Battleship Island           | Choi Chil-sung       |
| 2018 | Be with You                     | Woo-jin              |
| 2020 | Confession                      | Yoo Min-ho           |
| 2022 | Alien + People                  |                      |

### Apariciones en programas
| Año  | Programa                  | Notas                           |
| ---- | ------------------------- | ------------------------------- |
| 2018 | Little House in the Woods | miembro - junto a Park Shin Hye |

### Aparición en vídeos musicales
| Año  | Título de la canción | Artista                        |
| ---- | -------------------- | ------------------------------ |
| 1997 | "Goodbye Yesterday"  | Turbo                          |
| 1999 | "For You"            | Ryu Chan                       |
| 2001 | "The End"            | Lee Hyun-woo                   |
| 2001 | "Beautiful Days"     | Jang Hye-jin                   |
| 2005 | "Mr. Flower"         | Jo sung-mo                     |
| 2008 | "Lonely Life"        | G                              |
| 2010 | "Smiling Goodbye"    | Soya n Sun                     |
| 2011 | "Pick Up Line"       | So Ji-sub con Shi Jin          |
| 2011 | "Take"               | Seo In-guk                     |
| 2012 | "Some Kind of Story" | So Ji-sub con Huh Gak y Mellow |
| 2013 | "Picnic"             | So Ji-sub con Younha           |
| 2013 | "6PM...Ground"       | So Ji-sub con Mellow           |
| 2014 | "18 Years"           | So Ji-sub con Satbyeol         |
| 2014 | "Boy Go"             | So Ji-sub con Soul Dive        |

## Discografía
| Información de álbum | Listado de canciones |
| --- | --- |
| 고독한 인생 (Lonely Life) - Sencillo - Artista: G - Lanzamiento: 13 de agosto de 2008 - Discográfica: Kingpin Entertainment                | Canciones 1. 고독한 인생 (and Amazing Soul, feat. Park Da-ye) 2. 고독한 인생 (Inst.) |
| 미련한 사랑 (Foolish Love) - Sencillo - Artista: G - Lanzamiento: 4 de noviembre de 2008 - Discográfica: SBS Contents Hub                  | Canciones 1. 11월 4일 그 후...(intro) 2. 미련한 사랑 (feat. Chae Dong-ha) |
| 미련한 사랑 (Foolish Love) Ver. Drama - Pista de Cain and Abel OST - Lanzamiento: 24 de febrero de 2009 - Discográfica: LOEN Entertainment | Canciones 1. 미련한 사랑 (Drama Ver.) - Choi Hyun-joon (V.O.S) & G |
| 추억소리 (The Sound Of Memory) - Pista de Road No. 1 OST - Lanzamiento: 4 de agosto de 2010 - Discográfica: LOEN Entertainment             | Canciones 7. 추억소리 (The Sound of Memory) |
| Pick Up Line - Sencillo - Artista: So Ji-sub - Lanzamiento: 17 de febrero de 2011 - Discográfica: CJ E&M                                   | Canciones 1. Pick Up Line (feat. Shi Jin) 2. Pick Up Line (Inst.) |
| 북쪽왕관자리 (Corona Borealis) - EP - Artista: So Ji-sub - Lanzamiento: 13 de marzo de 2012 - Discográfica: 51K & CJ E&M                   | Canciones 1. 11월 어느 날 2. 그렇고 그런 얘기 (feat. Huh Gak & Mellow) 3. 일년 전 그날 (with Bobby Kim) 4. 북쪽왕관자리 (feat. soprano Han Kyung-mi) 5. 그렇고 그런 얘기 (Inst.) 6. 1년 전 그날 (Bobby Kim only)   |
| 6시...운동장 (6PM...Ground) - EP - Artista: So Ji-sub - Lanzamiento: 23 de enero de 2013 - Discográfica: 51K & CJ E&M                      | Canciones 1. 소풍 (feat. Younha) 2. 지우개 (feat. Mellow) 3. 눈금자 (feat. 테이커스) 4. 6시...운동장 |
| 18 Years - EP - Artista: So Ji-sub - Lanzamiento: 24 de junio de 2014 - Discográfica: 51K & CJ E&M                                         | Canciones 1. 18 Years (feat. Satbyeol) 2. Boy Go (feat. Soul Dive) 3. 환상 속의 그대 (Inside the Illusion) (feat. Soul Dive) 4. 18 Years (Inst.) 5. Boy Go (Inst.) 6. 환상 속의 그대 (Inside the Illusion) (Inst.) |
| So Ganzi - Sencillo - Artista: So Ji-sub - Productor: DJ Juico - Lanzamiento: 22 de julio de 2015 - Discográfica: 51K & CJ E&M             | Canciones 1. So Ganzi (BLACK) (feat. Soul Dive, Newday) 2. So Ganzi (WHITE) (feat. Soul Dive, Newday) |

## Libros
| Año  | Título en inglés        | Editor       | Notas      |
| ---- | ----------------------- | ------------ | ---------- |
| 2010 | So Ji-sub's Journey     | Sallim       | Fotografía |
| 2011 | Only You with So Ji-sub | 51K          | Fotografía |
| 2012 | SONICe Vol. 1           | 51K & CJ E&M | Revista    |

## Premios y nominaciones
| Año  | Premio                                            | Categoría                                        | Trabajo Nominado              | Resultado |
| ---- | ------------------------------------------------- | ------------------------------------------------ | ----------------------------- | --------- |
| 2000 | SBS Drama Awards                                  | Mejor Actor Nuevo                                | Joa, Joa Cheers for the Women | Ganador   |
| 2001 | Fashion Model Awards                              | Ms. & Mr. Davidoff Award                         | -                             | Ganador   |
| 2003 | SBS Drama Awards                                  | Top 10 Stars                                     | Thousand Years of Love        | Ganador   |
| 2003 | SBS Drama Awards                                  | Premio de Excelencia, Actor en especial de drama | Thousand Years of Love        | Ganador   |
| 2004 | 40.º Baeksang Arts Awards                         | Actor Más Popular (televisión)                   | What Happened in Bali         | Ganador   |
| 2004 | SBS Drama Awards                                  | Premio de Excelencia, Actor                      | What Happened in Bali         | Nominado  |
| 2004 | KBS Drama Awards                                  | Premio Mejor Pareja (con Im Soo-jung)            | I'm Sorry, I Love You         | Ganador   |
| 2004 | KBS Drama Awards                                  | Netizen Award                                    | I'm Sorry, I Love You         | Ganador   |
| 2004 | KBS Drama Awards                                  | Premio de Popularidad                            | I'm Sorry, I Love You         | Ganador   |
| 2004 | KBS Drama Awards                                  | Premio de Excelencia, Actor                      | I'm Sorry, I Love You         | Ganador   |
| 2005 | 41.º Baeksang Arts Awards                         | Mejor Actor (televisión)                         | I'm Sorry, I Love You         | Ganador   |
| 2008 | 25.º Best Jeanist Awards                          | Mejor Jeanist, Categoría Internacional           | -                             | Ganador   |
| 2008 | 28.º Korean Association of Film Critics Awards    | Mejor Actor                                      | Rough Cut                     | Ganador   |
| 2008 | 29.º Blue Dragon Film Awards                      | Actor Nuevo mejor                                | Rough Cut                     | Ganador   |
| 2008 | 7.º Korean Film Awards                            | Mejor Actor                                      | Rough Cut                     | Nominado  |
| 2009 | 3.º Asian Film Awards                             | Best Newcomer                                    | Rough Cut                     | Nominado  |
| 2009 | 45.º Baeksang Arts Awards                         | Mejor Actor Nuevo (Película)                     | Rough Cut                     | Ganador   |
| 2009 | 8.º New York Asian Film Festival                  | Rising Star Asia Award                           | Rough Cut                     | Ganador   |
| 2009 | 10.º Busan Film Critics Awards                    | Mejor Actor Nuevo                                | Rough Cut                     | Ganador   |
| 2009 | 18.º Buil Film Awards                             | Mejor Actor Nuevo                                | Rough Cut                     | Ganador   |
| 2009 | 18.º Buil Film Awards                             | Mejor Vestido                                    | -                             | Ganador   |
| 2009 | 46.º Grand Bell Awards                            | Mejor Actor Nuevo                                | Rough Cut                     | Nominado  |
| 2009 | 22.º Grimae Awards                                | Mejor Actor                                      | Cain and Abel                 | Ganador   |
| 2009 | Ministerio de Cultura, Deporte y Turismo de Corea | Actor del Año                                    | Cain and Abel                 | Ganador   |
| 2009 | SBS Drama Awards                                  | Top 10 Stars                                     | Cain and Abel                 | Ganador   |
| 2009 | SBS Drama Awards                                  | Premio de Excelencia, Actor                      | Cain and Abel                 | Ganador   |
| 2010 | 46.º Baeksang Arts Awards                         | Mejor Actor (televisión)                         | Cain and Abel                 | Nominado  |
| 2010 | 47th Daejong Film Festival                        | Achievement in Cultural Exchange                 | -                             | Ganador   |
| 2010 | 3.º Style Icon Awards                             | Icono de Estilo internacional                    | -                             | Ganador   |
| 2010 | Korea Lifestyle Awards                            | Hombre Mejor Vestido del Año                     | -                             | Ganador   |
| 2011 | Korea Tourism Awards                              | Special Achievement Award                        | -                             | Ganador   |
| 2011 | 19.º Korean Culture and Entertainment Awards      | Grand Prize (Daesang) en Película                | Always                        | Ganador   |
| 2012 | 5.º Korea Drama Awards                            | Premio de Excelencia, Actor                      | Phantom                       | Nominado  |
| 2012 | 1 K-Drama Star Awards                             | Premio de Excelencia, Actor                      | Phantom                       | Nominado  |
| 2012 | SBS Drama Awards                                  | Top 10 Stars                                     | Phantom                       | Ganador   |
| 2012 | SBS Drama Awards                                  | Premio de Excelencia, Actor en especial de drama | Phantom                       | Ganador   |
| 2013 | 2.º APAN Star Awards                              | Premio de Excelencia, Actor                      | Master's Sun                  | Nominado  |
| 2013 | SBS Drama Awards                                  | Top 10 Stars                                     | Master's Sun                  | Ganador   |
| 2013 | SBS Drama Awards                                  | Premio de Excelencia, Actor en una Miniserie     | Master's Sun                  | Ganador   |
| 2015 | KBS Drama Awards                                  | Premio de Excelencia, Actor                      | Oh My Venus                   | Ganador   |
| 2015 | KBS Drama Awards                                  | Premio Mejor Pareja (con Shin Min Ah)            | Oh My Venus                   | Ganador   |
| 2016 | 9.º Korea Drama Awards                            | Mejor Actor, Premio de Excelencia                | Oh My Venus                   | Nominado  |